# Wiktor Lebiediew (zapaśnik)
Wiktor Nikołajewicz Lebiediew (ros. Виктор Николаевич Лебедев; ur. 10 marca 1988 w Jakucku) – rosyjski zapaśnik walczący w stylu wolnym, dwukrotny mistrz świata, medalista mistrzostw Europy. Olimpijczyk z Rio de Janeiro 2016, gdzie zajął dziewiąte miejsce w kategorii 57 kg. 
Złoty medalista igrzysk europejskich w 2015. Drugi w Pucharze Świata w 2014; szósty w 2011 i jedenasty w 2010. Mistrz Rosji w 2009, 2010, 2011, 2014, 2015 i 2016 i wicemistrz w 2012 roku.
Największym jego sukcesem jest złoty medal mistrzostw świata w 2010 i 2011 roku.